# Margaret Barbieri
Margaret Barbieri   (Durban, 1947) és una ballarina britànica d'origen sud-africà.
Va iniciar-se en el Royal Ballet i el 1970 va esdevenir prima ballerina. Va demostrar gran virtuositat tant en el repertori romàntic com en el modern durant els seus 25 anys de carrera.
Després de retirar-se va ser professora al Birmingham Royal Ballet Company i a la Royal Ballet School i ha ostentat diversos càrrecs directius en teatres. L'agost de 2011 va ser nomenada directora adjunta del ballet de Sarasota.